# Najdanpürewijn Bajarchüü
Najdanpürewijn Bajarchüü – mongolski zapaśnik w stylu wolnym. Brązowy medalista mistrzostw Azji w 2007 roku.